# 原臺南刑務所長宿舍
原臺南刑務所官舍是臺灣臺南市的文化資產，位於中西區，是臺南刑務所的附屬設施，於民國九十八年（2009年）3月23日公告為歷史建築。
臺南刑務所與宿舍群被拆除後，在該建築周圍僅存的臺南刑務所相關建築尙有原臺南刑務所合宿、原臺南刑務所要道館與原臺南刑務所官舍，於109年8月12日合併指定為古蹟「原臺南刑務所木造建築群」。

## 建築
臺南刑務所長宿舍坐北朝南，為和洋折衷式建築，主體建築為日式，接待賓客的應接室為西式，平面則屬於日式建築格局的「中廊下型」，由室內中央廊道為聯繫各空間的主要動線。基地周圍有高約二公尺的圍牆，牆頂有鬼瓦，瓦上鋪有玻璃碎片。